# Моонзунд (фильм)

Артеньев на мостике эсминца во время боя. Кадр из фильма

«Моонзунд» — советский художественный фильм 1987 года по мотивам одноимённого романа Валентина Пикуля. Премьера картины состоялась на Центральном телевидении 8 июня 1990 года.

## Сюжет
Действие происходит в 1915—1917 годах. Рассказывается о заключительном периоде участия Российского флота в Первой мировой войне на балтийском театре военных действий. На этом фоне ярко показан трагический развал флота в условиях революционных событий 1917 года. Герои фильма — офицеры и матросы Балтийского флота.
Главный герой — старший лейтенант Артеньев, старший офицер эсминца «Новик», храбрый и волевой, человек чести. Он любит и любим, но его любимая, Клара, работает на русскую военную разведку и быть вместе они не могут… Не поддерживая бунтарских настроений матросов на своём корабле, Артеньев берёт на себя командование батареей у мыса Церель, защищавшей самое опасное место в морской обороне против немцев.
Кульминация фильма — героическая оборона Моонзундского архипелага последними оставшимися верными присяге моряками с целью не допустить прорыв германских кораблей к Петрограду.
Остатки русских войск взяты плен, и немцы решают без суда расстрелять большевиков. Артеньев хочет разделить участь своих подчинённых, комиссар батареи матрос Семенчук пытается отговорить его от напрасной жертвы, но безрезультатно. Но адмиралу В. Сушону нужен акт о капитуляции Цереля и германцы уводят Артеньева к нему, а матросов расстреливают.

## В ролях
- Олег Меньшиков — Сергей Николаевич Артеньев, старший лейтенант
- Владимир Гостюхин — Трофим Семенчук, матрос
- Людмила Нильская — Клара Георгиевна Изельгоф, Анна Ревельская
- Николай Караченцов — начальник обороны полуострова Сворбе каперанг Мориц фон Кнюпфер
- Юрий Беляев — командир Минной дивизии Александр Колчак
- Борис Клюев — старший офицер «Новика» Гарольд фон Грапф
- Герберт Дмитриев — старшина Ефим Слыщенко
- Вия Артмане — фрау Мильх
- Владимир Баранов — вестовой Платов (в романе — Платков)
- Алексей Булдаков — Портнягин, матрос
- Константин Воробьёв — офицер
- Эрик Вилсонс[латыш.] — парламентёр
- Евгения Добровольская — Ирина, сестра Артеньева
- Евгений Евстигнеев — командующий Балтийским флотом адмирал Николай фон Эссен
- Владимир Ерёмин — Леонид Александрович Дейчман, инженер-механик
- Сергей Гармаш — матрос Павел Дыбенко
- Владимир Головин — Карл фон Ден
- Виктор Бычков — эсер на «Припяти»
- Геннадий Богачёв — Владимир Сташевский, морской атташе, кавторанг
- Сергей Лосев — дежурный по штабу в Ревеле
- Юрий Гончаров — Хатов, матрос
- Артём Иноземцев — начальник Морских сил Рижского залива адмирал Михаил Бахирев
- Вадим Лобанов — начальник контрразведки
- О. Свиридов
- Пётр Юрченков — старший лейтенант Владимир Петряев
- Вадим Яковлев — Орехов, старшина
- Анатолий Пустохин — капитан заградителя «Припять»

## Съёмочная группа
- автор сценария — Эдуард Володарский при участии Галины Муратовой
- режиссёр-постановщик — Александр Муратов
- оператор-постановщик — Константин Рыжов
- художники-постановщики — Евгений Гуков, Михаил Герасимов
- композитор — Александр Михайлов
- Постановщик трюков — Олег Корытин, Николай Сысоев
- Закадровый текст — Вадим Яковлев, Андрей Краско (нет в титрах)

## Соотношение фильма с историческими событиями

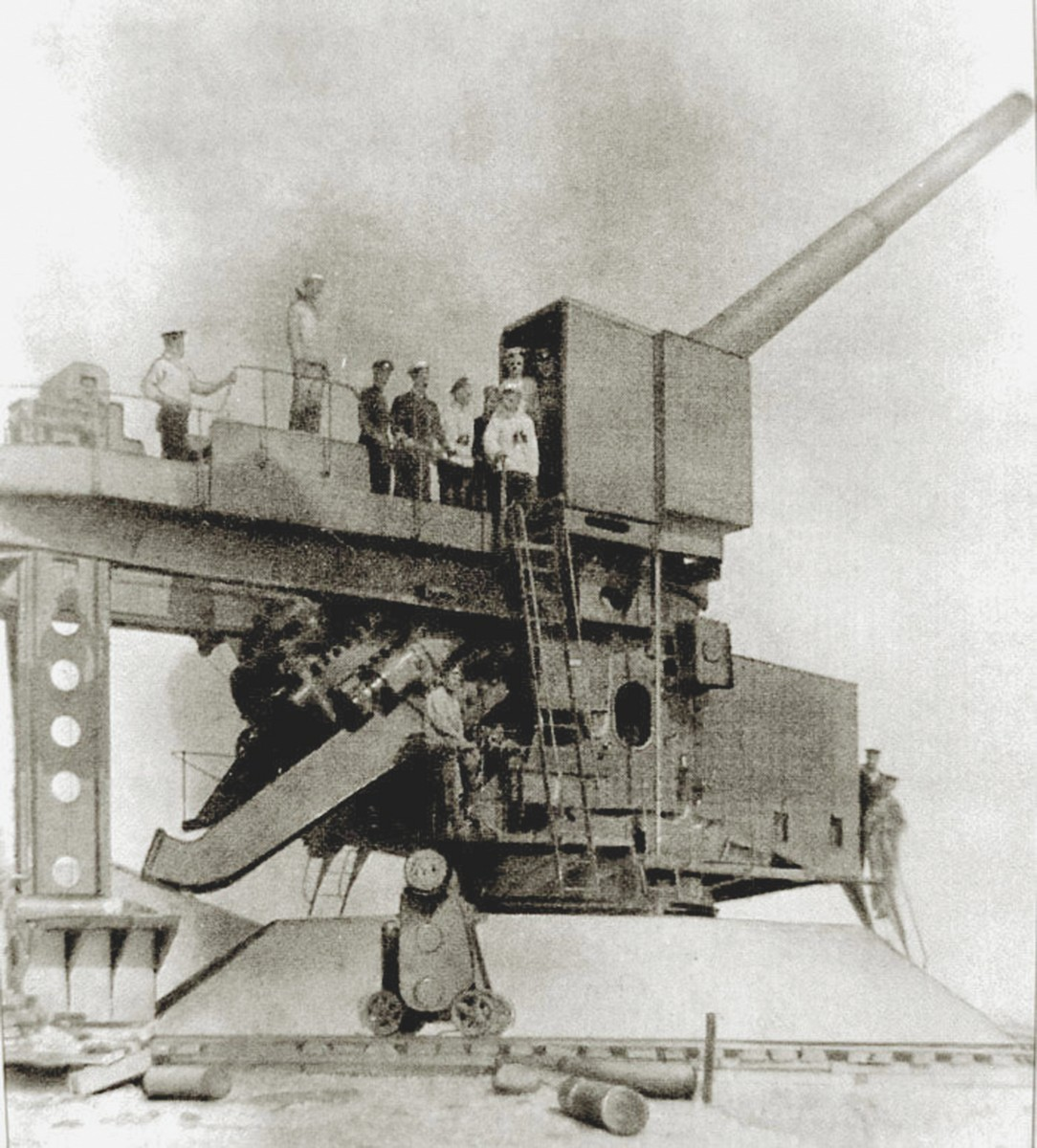
Береговая артиллерийская установка 305/52 батареи № 43 у мыса Церель, 1917 г.

- Прототипом Сергея Николаевича Артеньева послужил Николай Сергеевич Бартенев, командовавший батареей № 43 у мыса Церель (южная оконечность полуострова Сырве, о. Сааремаа). Роман Пикуля в значительной мере основан на его мемуарах[2].
- Николай фон Эссен командовал крейсером 2-го ранга «Новик», а не эсминцем «Новик». В фильме адмирал Эссен командовал Балтийским флотом. Что, собственно, имело место в описываемый период (крейсером «Новик» он командовал в начальный период Русско-японской войны; позднее — командовал броненосцем «Севастополь», в этой должности он пребывал до затопления корабля перед сдачей Порт-Артура).
- Фон Ден не пытался сдать корабль немцам и не стрелялся, и «Новиком» он не командовал. До весны 1916 года он командовал эсминцем «Войсковой», принимавшим достаточно активное участие в операциях Балтийского флота[2].
- Бой эсминца «Новик» с германскими эсминцами V-99 и V-100 произошёл ночью, а не днём.
- Анна Ревельская (Клара Изельгоф) — личность легендарная, её описывают как выдающуюся российскую разведчицу[3]. Настоящее имя неизвестно, не установлен и сам факт её существования.
- Взрыв порохового погреба от авиабомбы произошёл 18 сентября 1917 года, в результате чего реальный командир батареи Николай Бартенев получил серьёзное ранение. В фильме командир Артеньев прибывает на Церель позже взрыва и узнаёт о нём от фон Кнюпфера. Оборона Моонзунда происходила 29 сентября — 20 октября 1917 года.
- Мориц фон Кнюпфер к немцам не перебегал и обороной командовал достойно, а немецких парламентёров приказал вышвырнуть с батареи и хотел их повесить. Также фон Кнюпфер был морским артиллеристом, а не инженером, и батарею он не проектировал, а руководил её достройкой с начала 1917 года, когда был назначен начальником обороны полуострова[2].
- Сестра Николая Бартенева Софья прожила достаточно долгую жизнь и умерла в 1963 году, в один год с братом. В фильме есть неточность: зимой 1917 года, перед отъездом медсестрой санитарного поезда на фронт, сестра Ирина говорит Артеньеву, что ей 22 года. В сцене посещения Артеньевым кладбища на памятнике видны даты жизни Ирины 27.12.1895 — 10.8.1917, то есть в начале 1917 года ей был 21 год.

## Особенности съёмок
- В роли миниатюры, подаренной Кларой Артеньеву, выступает картина Григория Чернецова «Парад 6 октября 1831 года в Петербурге».
- Эпизод в начале фильма с учебной стрельбой корабля снимали на Ворошиловской батарее на острове Русском во Владивостоке. Там установлены орудия, снятые с линкора «Полтава».
- Эпизод с церельской батареей снимали на старой береговой батарее в г. Лиепая (Латвийская ССР). Одно 210-мм орудие Бр-17 привезли из Артиллерийского музея в Ленинграде (оно меньшего калибра, чем был у реальных пушек), остальные три были деревянные. После съёмок орудие отвезли обратно.
- В фильме звучит песня на стихи русского поэта Георгия Иванова «Настанут холода…»

## Награды
- 1988 — Серебряные медали имени А. П. Довженко: А. Муратову, К. Рыжову, Е. Гукову, М. Герасимову, Ю. Боровкову, О. Плаксину, О. Меньшикову.